# Дальгрен, Джон
Джон Адольфус Бернард Дальгрен (англ. John Adolphus Bernard Dahlgren; 13 ноября 1809, Филадельфия — 12 июля 1870) — американский морской офицер, контр-адмирал, участник гражданской войны в США на стороне Союза. Дальгрен внёс вклад в развитие военно-морской тактики и разработал несколько видов корабельных орудий.

## Биография
Джон Дальгрен родился в Филадельфии в семье шведского консула Бернарда Ульриха Дальгрена. В 1826 году он начал службу на флоте, в 1834 году благодаря знанию математики был переведён в береговую службу. Из-за ухудшения зрения в 1838—1842 годах временно оставил службу. В 1847 году Дальгрен возглавил отдел вооружения флота и занялся модернизацией артиллерийской техники, работая на вашингтонской судоверфи. Стремясь повысить эффективность корабельных пушек и сделать их более эффективными и безопасными для канониров, Дальгрен спроектировал орудие, стенки которого постепенно утончались к дульному срезу, а казённая часть, наиболее подверженная разрыву, была более прочной. Первое испытание пушки Дальгрена прошло в 1851 году. Орудие треснуло в казённой части лишь на 1950-м выстреле, тем самым, показав свою эффективность. Разработанные Дальгреном пушки стали самыми широко используемыми корабельными орудиями флота США времён гражданской войны.
Когда в 1861 году началась гражданская война, Дальгрен был одним из немногих офицеров на вашингтонской судоверфи, не перешедших на сторону Конфедерации. Дальгрен, имевший звание коммандера, был назначен командующим судоверфью указом президента Линкольна. В 1862 году он получил звание капитана, а в феврале 1863 года — контр-адмирала. В 1863 году Дальгрен возглавил морскую блокаду Юга со стороны Атлантики. После окончания войны и до своей смерти Дальгрен продолжал командовать вашингтонской судоверфью.
В 1863 году Джон Дальгрен вошёл в число первоначальных членов Национальной академии наук США.

## Семья
Дальгрен был женат на Маделейн Винтон, дочери конгрессмена Сэмюэля Финли Винтона. У них было четверо детей: Ульрик, Джон-младший, Эрик Бернард и Ульрика. Ульрик Дальгрен во время гражданской войны имел звание полковника армии Союза, он погиб во время кавалерийского набега на Ричмонд. При нём были найдены бумаги, содержавшие план убийства президента КША Джефферсона Дэвиса.
Младший брат Джона Дальгрена, Чарльз, участвовал в гражданской войне на стороне Конфедерации, имел звание бригадного генерала.